# Viktor Mihajlovics Pincsuk
Viktor Mihajlovics Pincsuk (ukránul: Віктор Михайлович Пінчук; Kijev, 1960. december 14.) ukrán mérnök, vállalkozó, üzletember, a londoni székhelyű EastOne nemzetközi befektetési és tanácsadó cég alapítója és tulajdonosa. Ő a tulajdonosa az Interpipe Group acélipari vállalatnak is, emellett médiaérdekeltségei is vannak. Ukrajna leggazdagabb oligarcháinak egyike. Mecénási és jótékonysági tevékenysége is jelentős, melyet a Viktor Pincsuk Alapítványon keresztül végez. 1998–2006 között, két cikluson keresztül az Ukrán Legfelsőbb Tanács képviselője volt. Leonyid Kucsma korábbi ukrán elnök veje.

## Élete
Nagy múltú askenáz zsidó családba született Kijevben 1960-ban. Felmenői között rabbik és melámedek (tanítók) is voltak. A család később Dnyipropetrovszkba költözött. Apja, Mihailo Aronovics Pincsuk (sz. 1934) kohómérnök volt és fémhengerműben dolgozott. Anyja, Szofija Joszipivna Pincsuk (sz. 1936) a Dnyipropetrvoszki Metallurgiai Főiskolán dolgozott oktatóként.
Gyermek- és fiatalkorát Dnyipropetrvoszkban (napjainkban: Dnyipro) töltötte. Ott járt általános és középiskolába. Eredetileg pszichiáter szeretett volna lenni, de nem vették fel az orvosi egyetemre. Ezért a Dnyipropetrovszki Kohászati Főiskolára iratkozott be, ahol a szülei is tanultak. 1983-ban végezte el a főiskola képlékeny alakítás szakát kitüntetéssel. Még főiskolás évei alatt a tanulás mellett, 1981–1983 között laboránsként dolgozott a Dnyipropetrovszki Metallurgiai Főiskolán, 1982-től pedig fémdarabolóként a Nizsnyodnyiprovszki Csőhengerműben.
1. ↑  Davos 2014 Participant List